# 尹子明
尹子明（1915年—），别名嘉善，男，山东博山人，中华人民共和国政治人物，曾任中共湖南省委常委，湖南省国防工业办公室主任，湖南省革命委员会副主任，湖南省人大常委会副主任。